# Wiśliska
Wiśliska este o arie protejată (sit de importanță comunitară — SCI) din Polonia întinsă pe o suprafață de 69,81 ha, integral pe uscat.

## Localizare
Centrul sitului Wiśliska este situat la coordonatele 50°00′50″N 19°31′48″E / 50.014°N 19.5301°E.

## Înființare
Situl Wiśliska a fost declarat sit de importanță comunitară în octombrie 2009 pentru a proteja 1 specie de animale.

## Biodiversitate
Situată în ecoregiunea continentală, aria protejată conține 1 habitat natural: Lacuri eutrofice naturale cu vegetație de tip Magnopotamion sau Hydrocharition.
La baza desemnării sitului se află o specie protejată de  amfibieni: buhai de baltă cu burta roșie (Bombina bombina).
Pe lângă speciile protejate, pe teritoriul sitului au mai fost identificate 2 specii de plante.